# Ростовський іподром
Ростовський іподром ― іподром у місті Ростов-на-Дону. Один з найстаріших іподромів на півдні Росії.

## Історія
У кінці 19 сторіччя в області Війська Донського бурхливими темпами розвивалося конярство, яким займалися донські козаки та приватні підприємці, яких субсидувала держава. У середині 1880 року на Задонні налічувалося 86-89 кінних заводів, а у 1900 році їх число досягло 145 при загальному поголів'я у 83 тисяч коней. У ці ж роки скакові спілки були засновані в Новочеркаську й Нахічевані-на-Дону. Аматорські рисисті забіги стали популярною розвагою для місцевих мешканців.
У першій половині 1890-х губернська влада виділила земельну ділянку під скаковий іподром на території Балабанівського гаю. Завдяки зусиллям Ростівсько-Нахічеванського скакової спілки площа була швидко обладнана: було зведено 2-поверховий будинок для потреб спілки, трибуна, кілька стаєнь, а сама територія була обнесена парканом. Перші перегони відбулися вже у 1894 році.
У Ростові-на-Дону скаковий іподром було відкрито в 1902 році, і з цього моменту прийнято відраховувати початок його діяльності. Ще роком раніше Ростівсько-Нахічеванська скакова спілка, за угодою з Рисистою спілкою про спільну діяльність, перенесло обладнання з їх ділянки до рисистого іподрому, що розташовувався ближче до центру міста. Іподром став місцем випробування коней професійних кінськозаводчиків та аматорів, у тому числі з інших міст.
За радянської влади всі приватні кінні заводи, а також козацькі табуни були ліквідовані в рамках політики розкозачення. Незабаром настав голод, що сприяв погіршенню положення конярства, що практично зникло.
У листопаді 1920 року в Ростові-на-Дону було засновано Управління Коннозаводства і Конярства, а нові кінні заводи організовувалися на тих землях, де раніше розташовувалися приватні. На Дону в 1923 році налічувалося лише 2000 цінних кобил. Відновлення галузі проходило з великими труднощами.
Ростовський іподром був відкритий у 1925 році. Перетворювався його вигляд: довжина його скакової доріжки була збільшена до 1968 метрів, в центрі поля була зведена велика альтанка з бічними трибунами.
У Ростовській області в 1940 році налічувалося вже 230,3 тисячі коней, що завдячує штучному осіменінню.
У 1944 році, в 14-річному віці, на Ростовському іподромі вперше виступив майбутній багаторазовий чемпіон Європи та СРСР Н. Н. Насібов, який виграв 40 скачок в сезоні.
У 1952 році було ліквідовано безліч конярських господарств, а самі коні були частково знищені. У Ростовській області з 22 кінних заводів залишилося 5, й з 132 племінних ферм ― тільки 3..
У середині 1980-х років була проведена реконструкція трибун. Територія для розміщення глядачів була розширена майже до всієї довжини доріжки, з'явилися нові стайні.
У 2002 році, на порозі свого столітнього ювілею Ростовський іподром перестав бути державним підприємством та зараз належить ТОВ «АгроСоюз Південь Русі», ставши першим приватним іподромом в Росії.

## Сучасний стан
Після приватизації іподром був переобладнаний. Тепер він нараховує у своєму складі 14 стаєнь, в тому числі 2 двоповерхові. Територія поля займає 28 га. Є 2 доріжки ― тренувальна та призова, покриття ― ґрунтово-піщане. Тут є своя кузня, ветеринарний лазарет, склад амуніції, зерносховище. Іподром має двоярусну трибуну на 5 тисяч глядацьких місць, також працює кілька десятків пунктів прийому ставок. При ньому також є і готель, де розміщуються відвідувачі. Скачки проводяться щонеділі.